# Гілберт Чейз
Гілберт Чейз (англ. Gilbert Chase; 4 вересня 1906, Гавана, Куба — 22 лютого 1992, Чапел-Гілл, Північна Кароліна) — американський історик музики, критик і автор, а також «визначна фігура в галузі музикології та етномузикології». Він був двоюрідним братом по материнській лінії письменниці та авторки щоденників Анаіс Нін.
У своїй праці «Музика Америки, від пілігримів до сьогодення» Чейз був першим, хто охопив музику всіх Сполучених Штатів, наголошуючи на важливості народних традицій навіть вище концертної музики. Його аналіз американської музичної ідентичності залишається впливовим у сучасній академічній думці. Він також «був першим, хто розглядав музику Чарльза Айвза та Карла Рагглса як важливе доповнення до репертуару 20-го століття». Разом із Робертом Стівенсоном він був одним із перших американських вчених, які досліджували музику Америки, а його «Музика Іспанії» та «Путівник до музики Латинської Америки» були основними роботами з вивчення іспанської та латиноамериканської музики. Музика Іспанії залишається основоположним і часто використовуваним текстом.
Чейз працював культурним аташе в Лімі (1950–53), Буенос-Айресі (1953–55) та Брюсселі (1960–63).
Чейз викладав в Університеті Тулейна, Техаському університеті та Університеті Оклахоми. Після виходу на пенсію в 1979 році він перебрався до Чапел-Гілл, штат Північна Кароліна, і помер там від пневмонії в 1992 році.